# Osmylus cilicicus
Osmylus cilicicus är en insektsart som beskrevs av Krüger 1913. Osmylus cilicicus ingår i släktet Osmylus och familjen vattenrovsländor. Inga underarter finns listade i Catalogue of Life.